# اوئنسیا
اوئنسیا (به اسپانیایی: Oencia) یک دهستان در اسپانیا است که در استان لئون، اسپانیا واقع شده‌است. اوئنسیا ۹۸ کیلومتر مربع مساحت و ۵۳۱ نفر جمعیت دارد.